# Alpha 2-antiplasmine
L'alpha 2-antiplasmine est une protéine inhibitrice de la plasmine, et donc de la fibrinolyse. Son gène est SERPINF2 porté par le chromosome 17 humain.
Elle a été découverte en 1976.

## Rôle
Formée de 464 acides aminés, elle est clivée par une protéase (APCE) en un protéine de 452 acides aminés plus actives.
Il s'agit du principal inhibiteur de la plasmine. Elle se lie au facteur XIII et à la fibrine, permettant la stabilisation du thrombus.

## Médecine
Son taux s'élève dans le cas des maladies thromboemboliques survenant malgré une anticoagulation prophylactique.
Un déficit congénital en cette protéine induit un syndrome hémorragique.
Son inhibition pourrait constituer une voie thérapeutique : elle activerait la fibrinolyse sans dégrader le fibrinogène et avec un moindre risque de saignements. Cette inhibition par des anticorps monoclonaux ou par de petits peptides sont en cours de test dans le traitement des thromboses.